# Djebel Nefoussa
Le djebel Nefoussa, en arabe : الجبل نفوسة al-Jabal Nefusa, en berbère nafusi : Adrar n Infusen soit « montagne des Infusen », est un massif montagneux situé dans le Nord-Ouest de la Libye, à proximité de la Tunisie, peuplé des Infusen, une communauté berbère de confession musulmane ibadite.

## Géographie

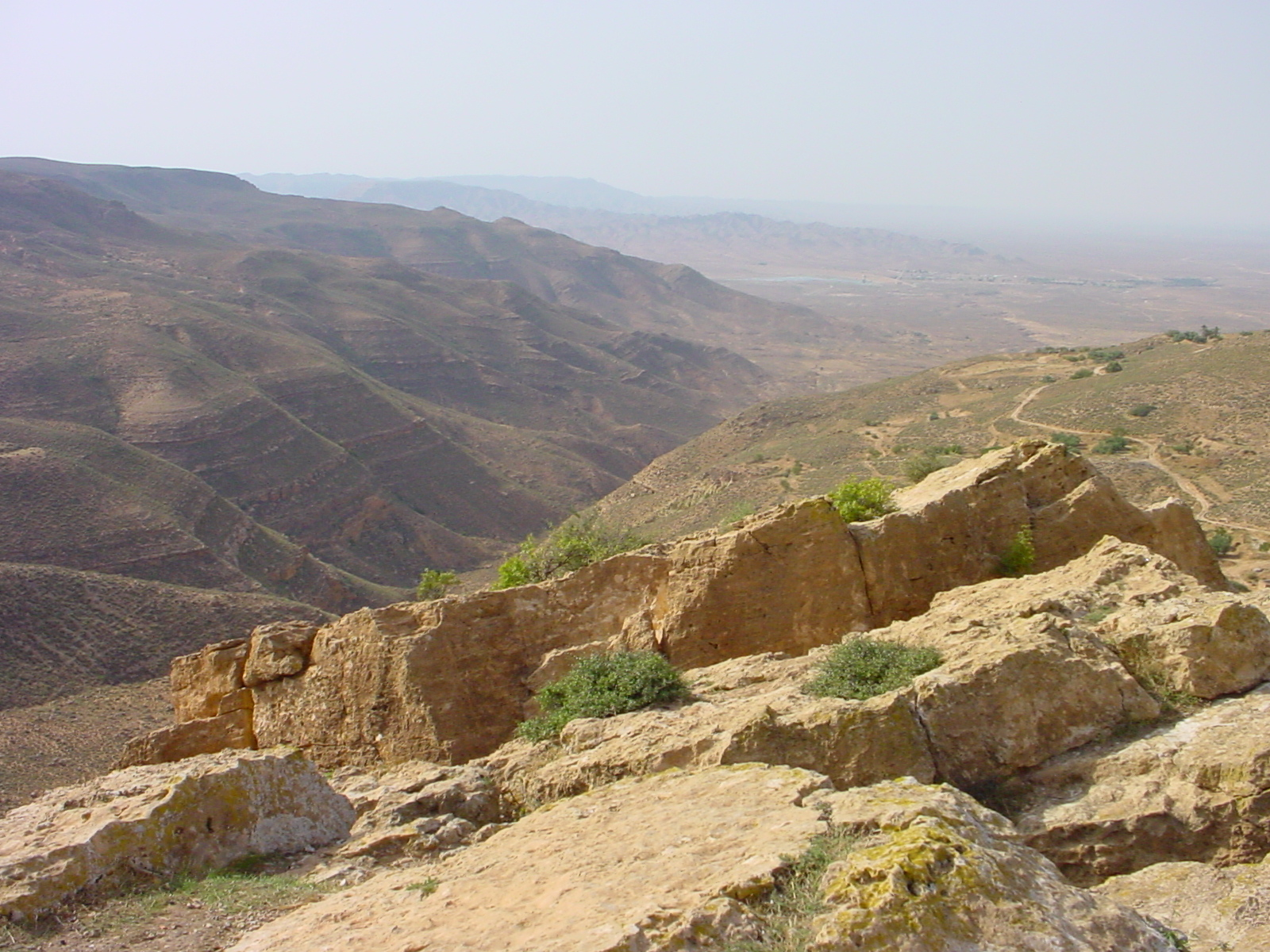
Paysage du djebel Nefoussa près d'Al Asabiya.

Le massif du Nefoussa est situé à la limite entre la plaine côtière de la Djeffara au nord et le plateau tripolitain au sud. Les formations de ce plateau descendent en pente douce au sud et s'interrompent abruptement au nord, là où elles sont les plus élevées, donnant naissance au djebel Nefoussa,, qui culmine à 968 m d'altitude. Il s'étend en arc de cercle sur une longueur d'environ 190 km, depuis la frontière avec la Tunisie, jusqu'à la ville de Gharyan. Le massif surplombe la plaine côtière, dont il est séparé par un escarpement dont la hauteur de culminance atteint en certains points 350 m d'altitude. Une série de vallées profondes orientées sud-nord coupent l'escarpement en transversal.
Le djebel s'étend sur deux districts (shabiyat), Al Djabal al Gharbi et Nalout. D'ouest en est, on trouve les localités de Nalout, Jadou, Kabaw, Qasr el-Haj, Tarmeisa, Yefren, Gharyan et Tarhounah.

## Peuplement

L'arc de cercle berbérophone (en orange) dans le Nord-Ouest de la Libye correspond au djebel Nefoussa

Le djebel Nefoussa compte environ 500 000 habitants.
Le peuplement du Nefoussa comporte une double particularité dans le contexte libyen, un pays majoritairement arabophone et sunnite. En effet, il est majoritairement peuplé de berbérophones, les Infusen qui parlent le nafusi et sont d'obédience ibadiste, un courant de l'islam très minoritaire.

## Question de l'eau
Jusqu'à la fin des années 1990, la pluviométrie est suffisante pour que le djebel Nefoussa bénéficie d'une agriculture vivante, avec des champs, de l'élevage et des arbres méditerranéens, amandiers, figuiers et oliviers.
Mais, depuis les années 2000, les précipitations diminuent, comme dans le reste de la Libye. Les nappes phréatiques ne sont plus rechargées et deviennent insuffisantes pour l'agriculture. Cela pousse des habitants du Nefoussa à migrer vers les villes de la côte libyenne, pour y trouver de quoi vivre.